# Christopher Rungkat
Christopher Rungkat (Yakarta, 14 de enero de 1990) es un tenista profesional indonesio.

## Carrera
Su mejor ranking individual es el N.º 241 alcanzado el 8 de abril de 2013, mientras que en dobles logró la posición 302 el 12 de septiembre de 2011.
No ha logrado hasta el momento títulos de la categoría ATP ni de la ATP Challenger Tour.

## Títulos ATP (1; 0+1)

### Dobles (1)
| Leyenda                   |
| Grand Slam (0)            |
| ATP World Tour Finals (0) |
| ATP Masters 1000 (0)      |
| ATP World Tour 500 (0)    |
| ATP World Tour 250 (1)    |

| Nº | Fecha                | Torneo | Superficie | Pareja          | Oponentes en la final             | Resultado        |
| 1. | 9 de febrero de 2020 | Pune   | Dura       | André Göransson | Jonathan Erlich Andrei Vasilevski | 6-2, 3-6, [10-8] |

#### Finalista (1)
| Nº | Fecha                 | Torneo | Superficie | Pareja           | Oponentes en la final       | Resultado        |
| 1. | 10 de febrero de 2019 | Sofía  | Dura (i)   | Cheng-peng Hsieh | Nikola Mektić Jürgen Melzer | 2-6, 6-4, [2-10] |